# Britt Hellinx
Britt Hellinx (født 27. juni 1997) er en belgisk skuespillerinde. Hun er bedst kendt for sin portrætterede rollen som Gill i tv-serien wtFOCK. Hun spillede også hovedrollen som Lily Rose 'Mira' Deprez i telenovelaen Lisa.
Hellinx er niece til skuespillerne Ludo Hellinx og Steven Goegebeur.

## Filmografi
- wtFOCK (2018-2019)
- Lisa (2022-nu)